# Sân bay Erfurt
Sân bay Erfurt (IATA: ERF, ICAO: EDDE) là một sân bay ở Erfurt, Đức. Diện tích sân bay này 324 ha, có 2 nhà ga A và B. Năm 2006, có 356.378 lượt hành khách sử dụng sân bay này. Sân bay Erfurt cách trung tâm thành phố khoảng 5 km.

## Các hãng hàng không và các tuyến điểm
- airberlin (Antalya, Arrecife, Fuerteventura, Hurghada, Las Palmas, Nuremberg, Palma de Mallorca, Tenerife-South)
- Air Via (Bourgas, Varna) theo mùa
- Bulgarian Air Charter (Bourgas, Varna) theo mùa
- Cirrus Airlines (Munich)
- Sky Airlines (Antalya)
- SunExpress (Antalya)